# João Py Crespo
João Py Crespo (? — ?) foi um político brasileiro.
Foi eleito  deputado estadual, à 22ª Legislatura da Assembleia Legislativa do Rio Grande do Sul, de 1893 a 1897.
Dirigiu a Imperial Escola de Medicina Veterinária e de Agricultura Prática de 1894 a 1897. Enquanto intendente de Pelotas, viabilizou o funcionamento do Instituto Federal Sul-rio-grandense, doando seus vencimentos para esse fim, exemplo que foi seguido pelo primeiro diretor, Sílvio Barbedo e pelo primeiro grupo de professores.